# オフィス稲垣
オフィス稲垣は東京都港区に本社を置く芸能事務所であった。

## 会社概要
- 1998年設立
- 2011年、稲垣社長の逝去により会社廃業。所属タレントだった黒木瞳は移籍。

## 概説
1998年に黒木瞳のマネージメントオフィスとして設立。稲垣しず枝社長は、同事務所代表の傍らで
作品のプロデュースも行う。特徴として、新人タレントの場合1～2年と契約期間が短い。黒木瞳と1名の所属が基本で少人数制をとっている。今のところ新人では斉木のかの在籍が最長であった。

## 過去の所属者
- 黒木瞳（～2011.10.11 ポエムカンパニーリミテッドへ移籍）
- 眞野裕子（セントラルジャパンへ移籍）
- 斉木のか（本名の齊木由香としてエクステンションへ移籍）
- 純名りさ（フライングボックスへ移籍を経てフリー）
- 津田三七子（ライムライトへ移籍）